# Sawran (nahija)
Nahija Sawran (ar. ناحية صوران‎) je nahija u okrugu Azaz, u sirijskoj pokrajini Alep. Površina nahije je 167,32 km2. Po popisu iz 2004. (prije rata), nahija je imala 30.032 stanovnika. Administrativno sjedište je u naselju Sawran.